# Monte Markham
Il monte Markham è un massiccio con due vette di rispettivamente 4350 e 4280 m s.l.m., situato nella Dipendenza di Ross, in Antartide. Il massiccio si trova in particolare nei monti della Regina Elisabetta, sulla costa di Shackleton, all'estremità settentrionale dell'altopiano di Markham, e dal suo versante settentrionale parte uno dei maggiori rami del ghiacciaio Otago.

## Storia
Il monte Markham è scoperto dalla spedizione Discovery negli anni 1901-04, ed ha preso nome da sir Clements Markham, allora presidente della Royal Geographical Society, che progettò la spedizione.